# Elmer Collins

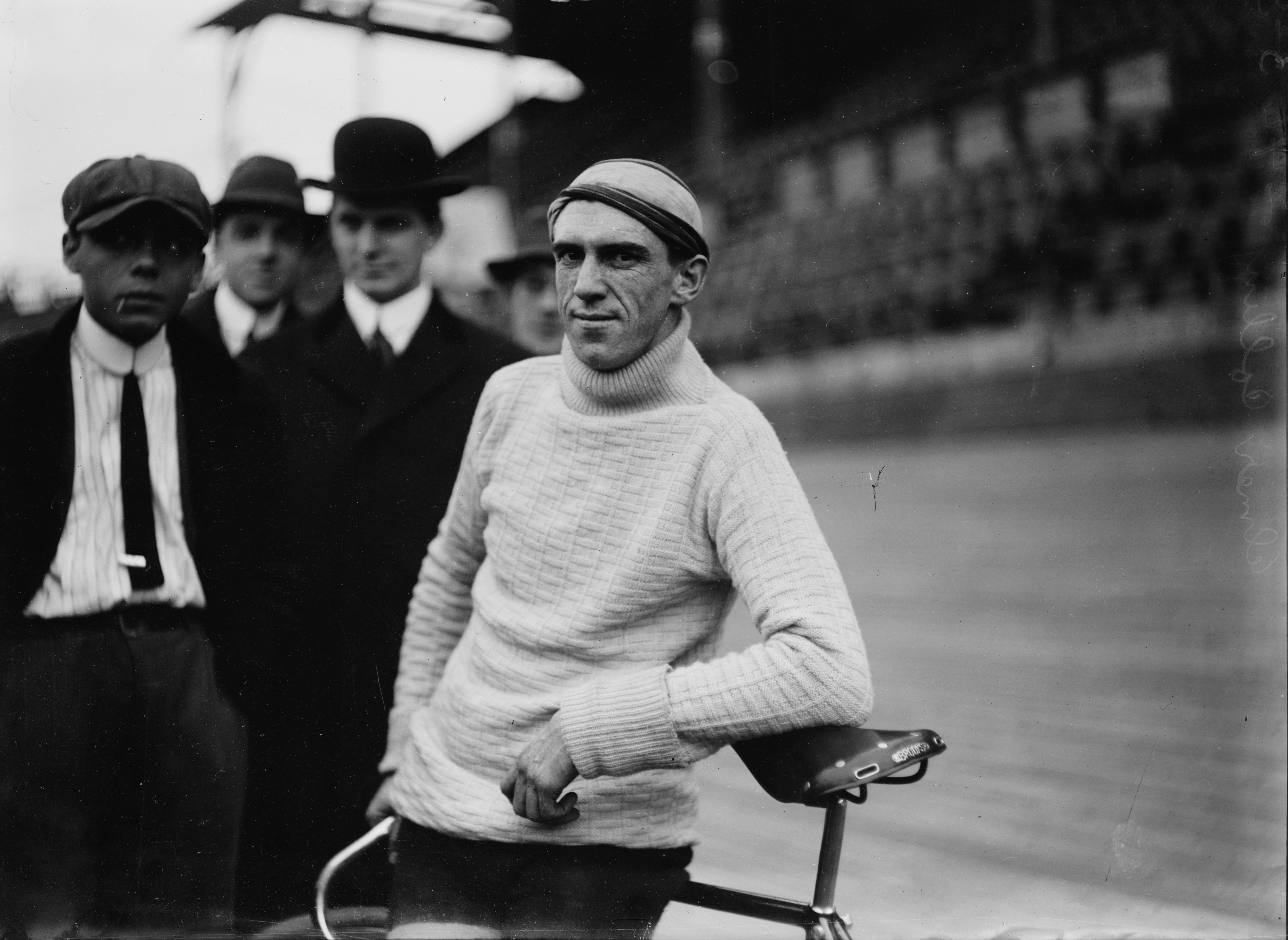
Elmer Collins (1912)

Elmer Collins (* November 1887 in Lynn; † 1982) war ein US-amerikanischer Bahnradsportler.
Elmer Collins war hauptsächlich als Steher und bei Sechstagerennen  aktiv. Er startete bei 14 Sechstagerennen, 1909 wurde er Zweiter in Atlanta gemeinsam mit Robert Walthour. Von 1909 bis 1912 wurde er viermal in Folge US-amerikanischer Stehermeister. Bei den UCI-Bahn-Weltmeisterschaften 1912 in Newark wurde er Vize-Weltmeister in dieser Disziplin.